# No. 17
No. 17 – czwarty album studyjny zespołu Vivat. Płyta ukazała się 5 czerwca 2014 roku nakładem firmy fonograficznej Green Star. Znajduje się na niej 17 utworów. Do piosenek Teraz skarbie, Gdy wstanie dzień,  Jesteś tak szalona, Wszystko czego chcesz i Chodź tu chodź zostały nakręcone teledyski. Album w całości powstawał w Chicago, gdzie mieszkają na stałe członkowie grupy.

## Lista utworów
1. Teraz skarbie (muz. i sł. Grzegorz Rydzewski i Robert Kudryś)
2. Gdy wstanie dzień (muz. i sł. Grzegorz Rydzewski)
3. Nic o tobie nie wiem (muz. i sł. Grzegorz Rydzewski i Robert Kudryś)
4. Jesteś tak szalona (muz. i sł. Grzegorz Rydzewski)
5. Wszystko czego chcesz (muz. i sł. Grzegorz Rydzewski)
6. Już taki jestem (muz. i sł. Grzegorz Rydzewski i Robert Kudryś)
7. Nasz świat (muz. i sł. Grzegorz Rydzewski i Robert Kudryś)
8. Ty moje kochanie (muz. i sł. Grzegorz Rydzewski)
9. Czy czujesz to (muz. i sł. Grzegorz Rydzewski i Robert Kudryś)
10. Dla takiej chwili (muz. i sł. Grzegorz Rydzewski)
11. Mogę wszystko (muz. i sł. Grzegorz Rydzewski)
12. Chcę być blisko (muz. i sł. Grzegorz Rydzewski i Robert Kudryś)
13. Wszystko na nie (muz. i sł. Grzegorz Rydzewski i Robert Kudryś)
14. Kiedy czuję (muz. i sł. Grzegorz Rydzewski i Robert Kudryś)
15. Płaczesz (muz. i sł. Grzegorz Rydzewski)
16. Chodź tu chodź (muz. i sł. Grzegorz Rydzewski i Robert Kudryś)
17. Kiedy jesteś (muz. i sł. Grzegorz Rydzewski)

## Informacje dodatkowe
- Aranżacje utworów: Paweł Jasionowski, Robert Klatt, Krystian Nowak (Dee jay Crash), Andrzej Jorsz i Ireneusz Perkowski
- Wydawca: Cezary Kulesza
- Projekt graficzny: Red Edge Solutions